# Pereviz, Vasîlkiv
Pereviz (în ucraineană Перевіз) este un sat în comuna Dzvinkove din raionul Vasîlkiv, regiunea Kiev, Ucraina.

## Demografie
Componența lingvistică a localității Pereviz
     Ucraineană (97,06%)
     Rusă (2,35%)
     Alte limbi (0,29%)
Conform recensământului din 2001, majoritatea populației localității Pereviz era vorbitoare de ucraineană (97,06%), existând în minoritate și vorbitori de rusă (2,35%).